# Pont Royal (Paris)
Pour les articles homonymes, voir pont Royal.
Le pont Royal est un pont français situé à Paris et traversant la Seine. C'est le troisième plus ancien pont de la ville, après le pont Neuf et le pont Marie. Ce monument fait l’objet d’un classement au titre des monuments historiques depuis le 1er mai 1939.

## Situation et accès
Il relie la rive droite au niveau du pavillon de Flore à la rive gauche entre la rue du Bac et la rue de Beaune. Il a pour voisins, en amont, le pont du Carrousel, et en aval, la passerelle Léopold-Sédar-Senghor. Il donne accès, du côté sud, à la promenade Édouard-Glissant et à la promenade Marceline-Loridan-Ivens, et, du côté nord au quai Aimé-Césaire.
Ce site est desservi par la station de métro Tuileries.

## Description

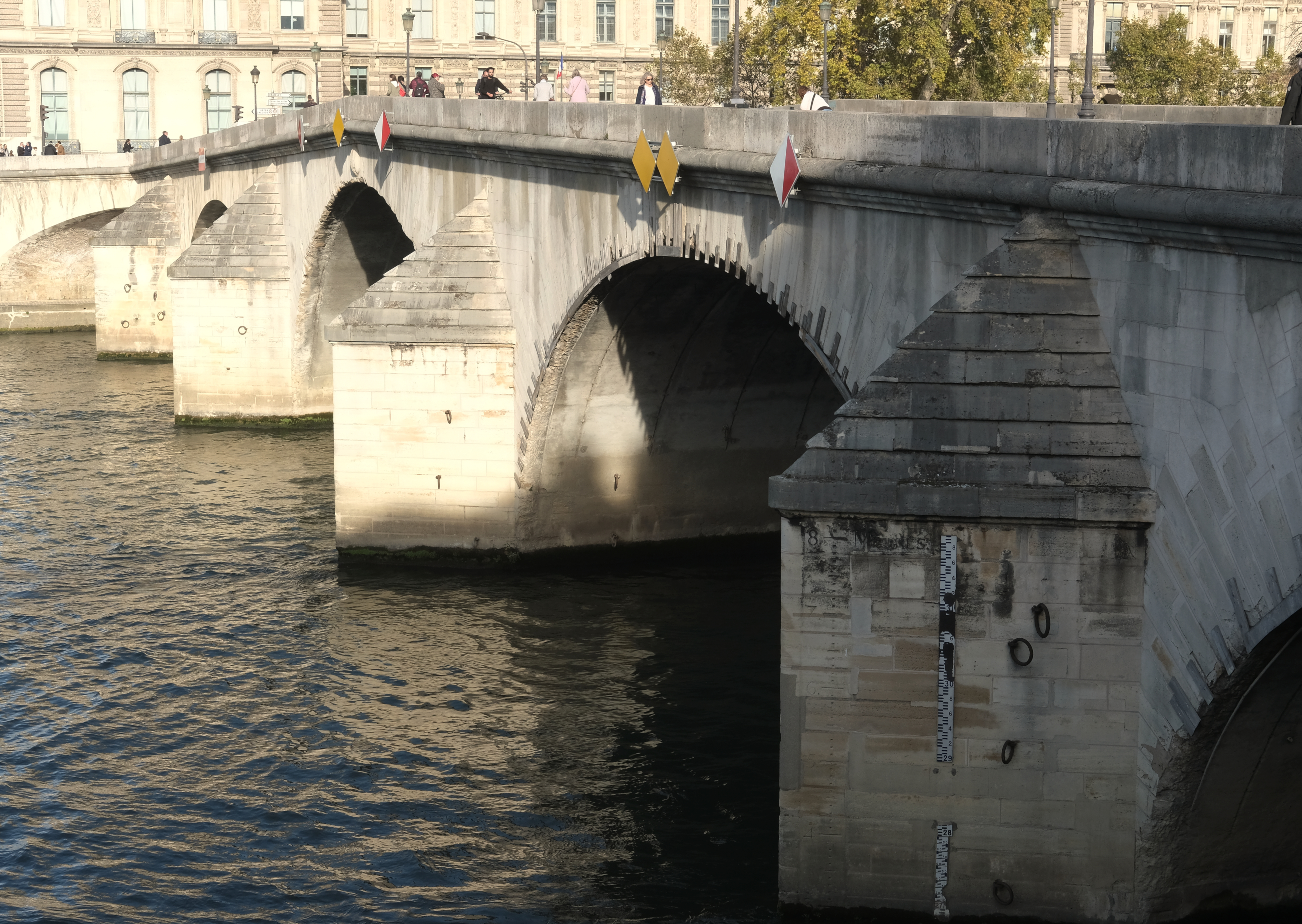
Détail des piles.

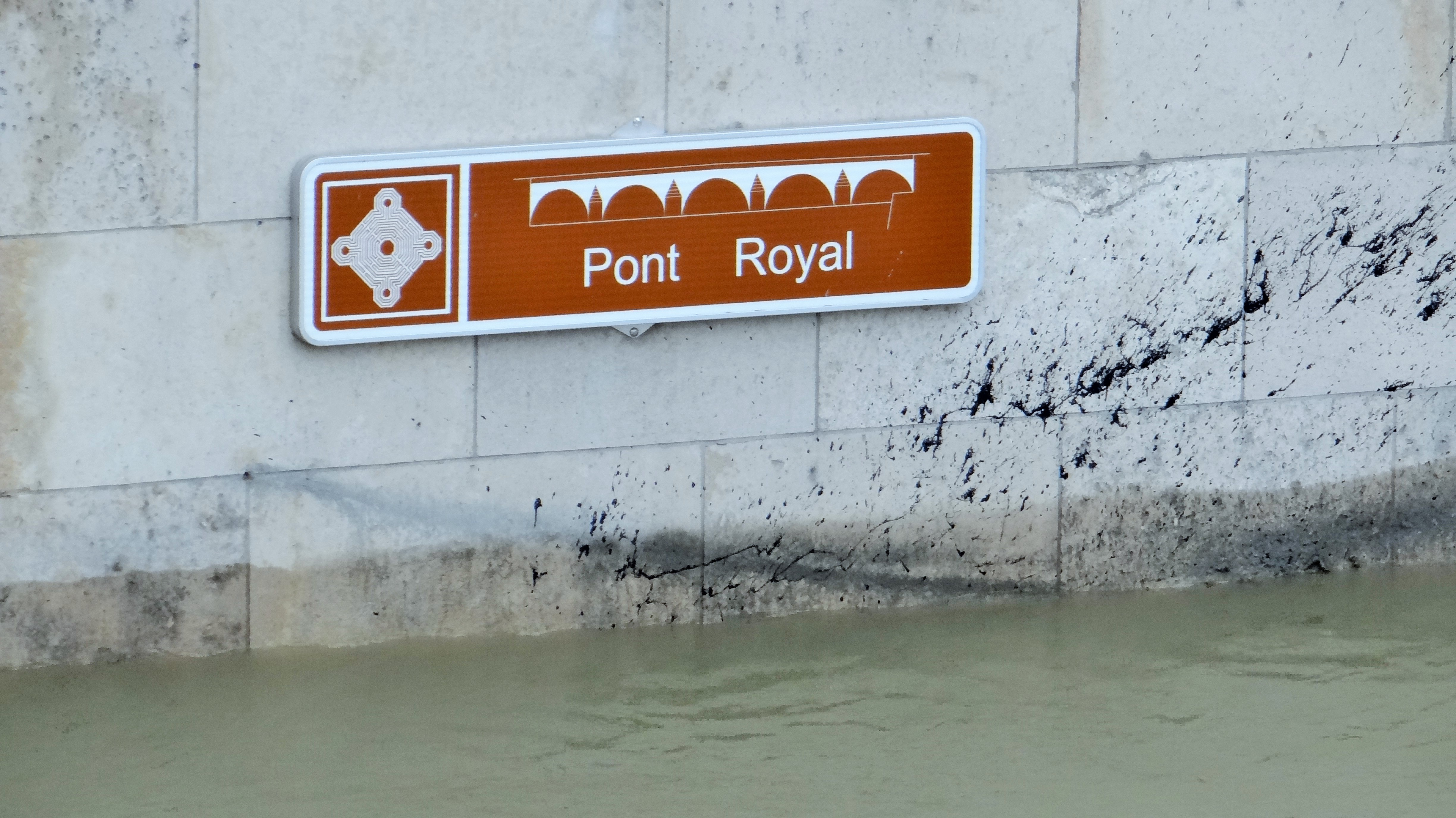
Crue de la Seine en 2018.

Le devis dressé en 1685 à partir des plans dressés par Jules Hardouin-Mansart définit les données techniques les plus importantes :
- nombre de travées et portées : 5 travées avec une arche centrale de 72 pieds (23,40 m), arches intermédiaires de 69 pieds (22,42 m), et arches de rive de 64 pieds (20,80 m)[3] ;
- niveau d'assise des piles du pont ;
- rapport de l'épaisseur des piles et de l'ouverture des travées : dans le cas du pont Royal, l'architecte a fixé ce rapport à 5. Ce rapport dépend de l'importance de la portée des travées. Il doit permettre de décintrer les voûtes les unes après les autres, sans risque pour la stabilité des piles. L'épaisseur de toutes les piles est de 14 pieds (4,55 m) ;
- forme des voûtes : sur le pont Royal, l'architecte a imposé une voûte en anse de panier à 3 centres. Ce choix va ensuite s'imposer sur tous les ponts. Les voûtes sont surbaissées au tiers, soit 24 pieds pour une ouverture de 72 pieds.
- Les matériaux à utiliser : 
  - pierres dures de Saint-Cloud au-dessous des basses eaux[4] ;
  - pierres dures de Bagneux pour les piles jusqu'à la naissance des voûtes, leurs becs et chaperons, aux têtes des voûtes et à leurs tympans, aux cordons de couronnement, parapets et bordures de trottoirs ;
  - pierres de Vergelet pour le corps des voûtes ;
  - moellons de Vaugirard ou du faubourg Saint-Jacques pour les remplissages des voûtes et des culées.
- La composition des mortiers (Émiland Gauthey, dans son Traité des Ponts, écrit que pour la construction il a été utilisé pour la première fois en France des techniques qui y ont été apportées par le frère Romain) :
- utilisation de dragues pour la réalisation du sol d'assise des piles ;
- utilisation de caissons pour les fondations ;
- utilisation de pouzzolane dans les mortiers.

Après celle du Pont de la Tournelle, une échelle hydrographique qui indique le niveau des plus grandes crues parisiennes est visible sur la dernière pile de chaque rive.
Le devis du pont Royal a servi de modèle pour celui du pont Jacques-Gabriel de Blois.
Les différentes phases de construction du pont ont été dessinées et gravées par Lieven Cruyl (1634 – avant 1720).
La particularité du pont Royal est la sobriété de sa décoration.
|                                                         |  |  |
| À gauche, le pont vu de l'aval et à droite, de l'amont. |  |  |

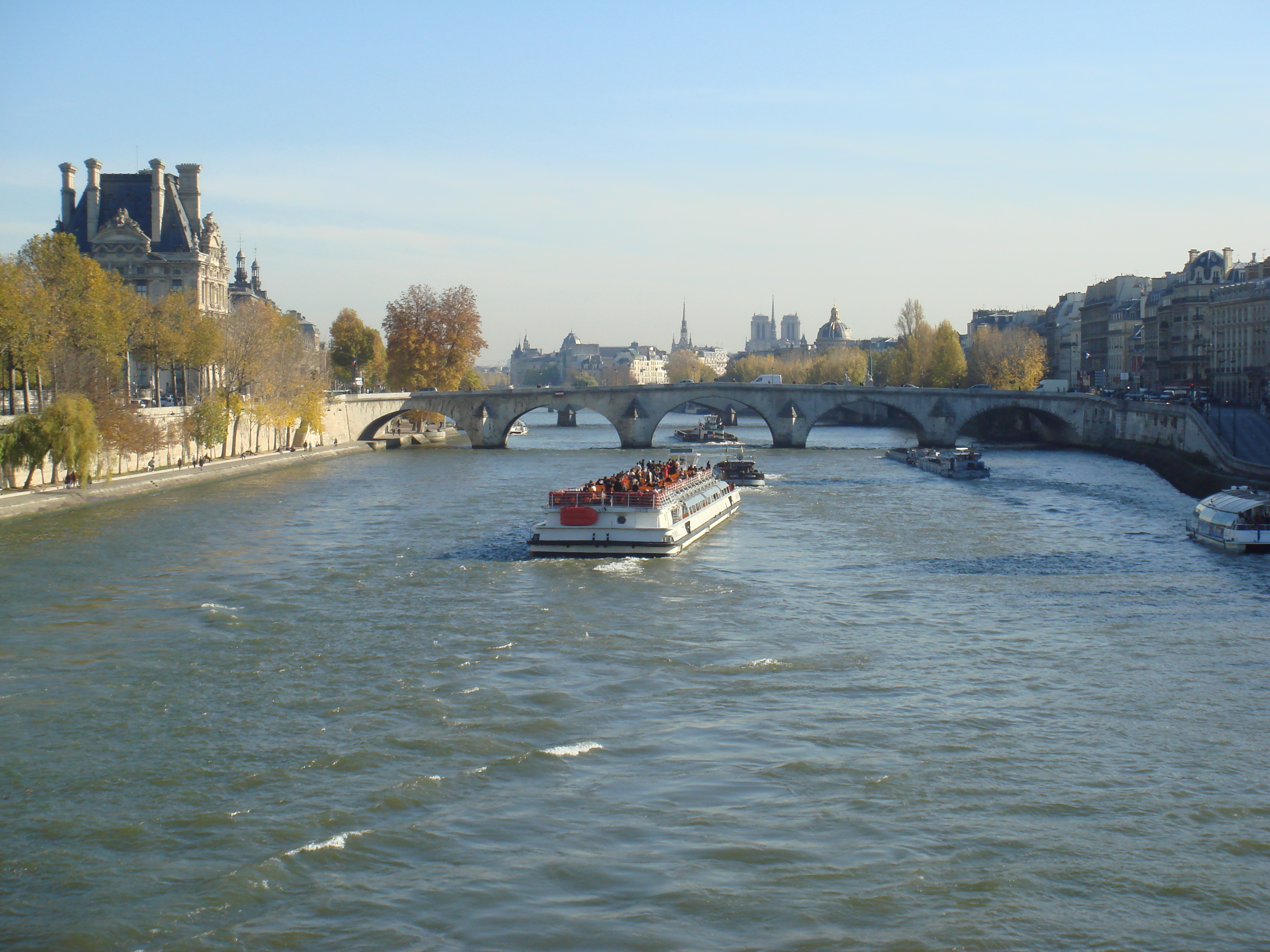
Vue depuis la passerelle Léopold-Sédar-Senghor.
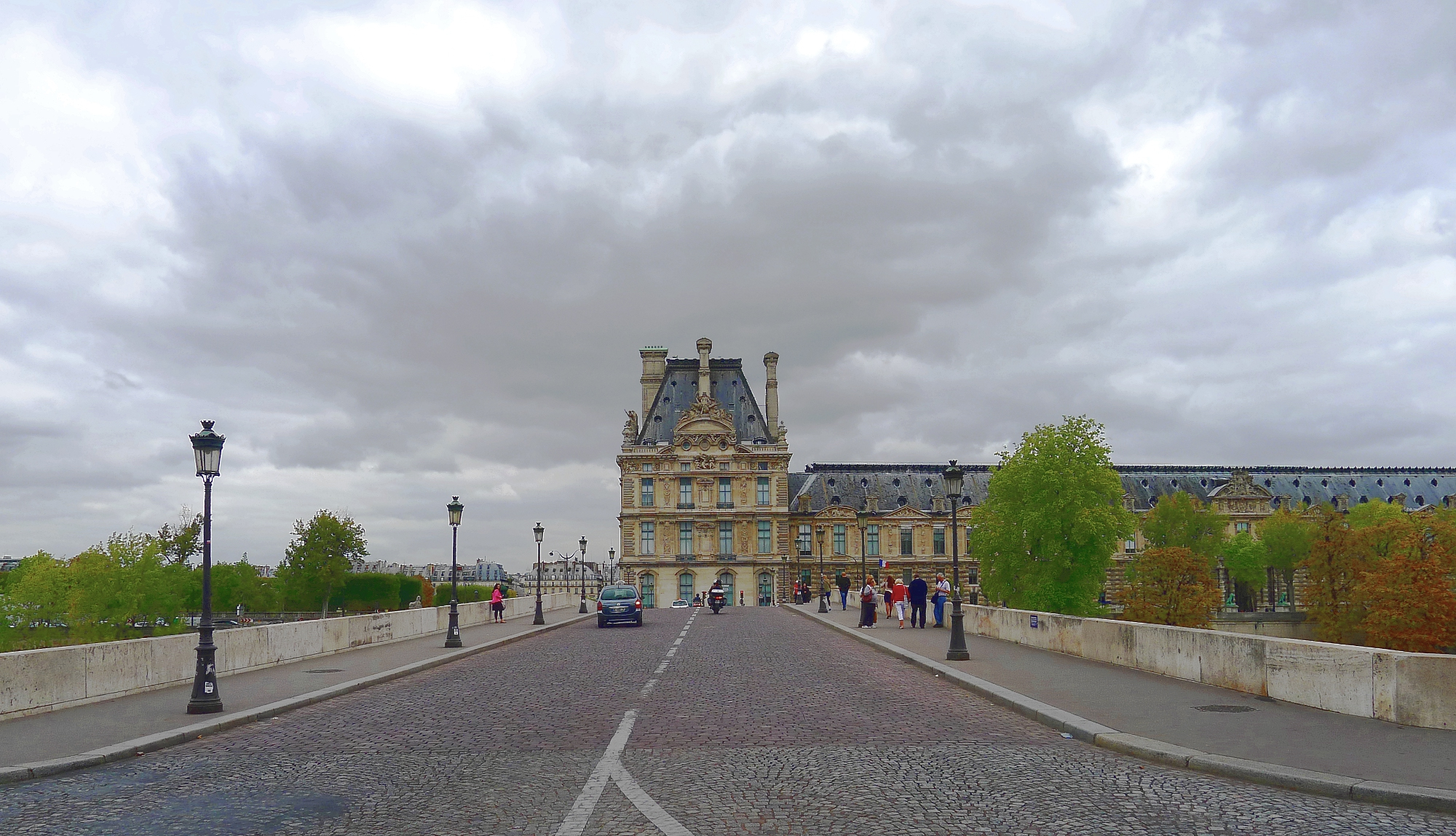
Sur le pont Royal en direction du palais du Louvre.
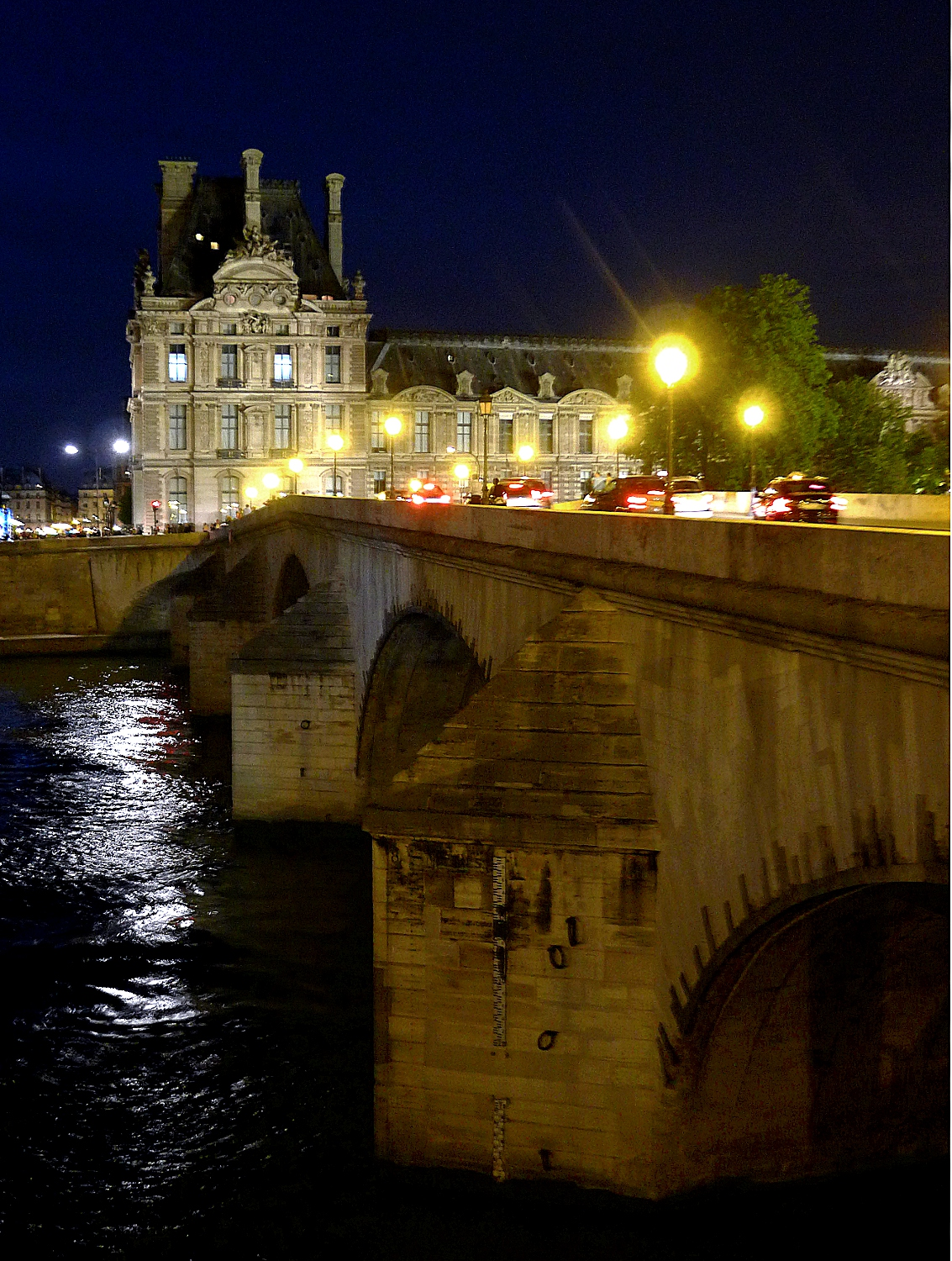
Le pont, la nuit.
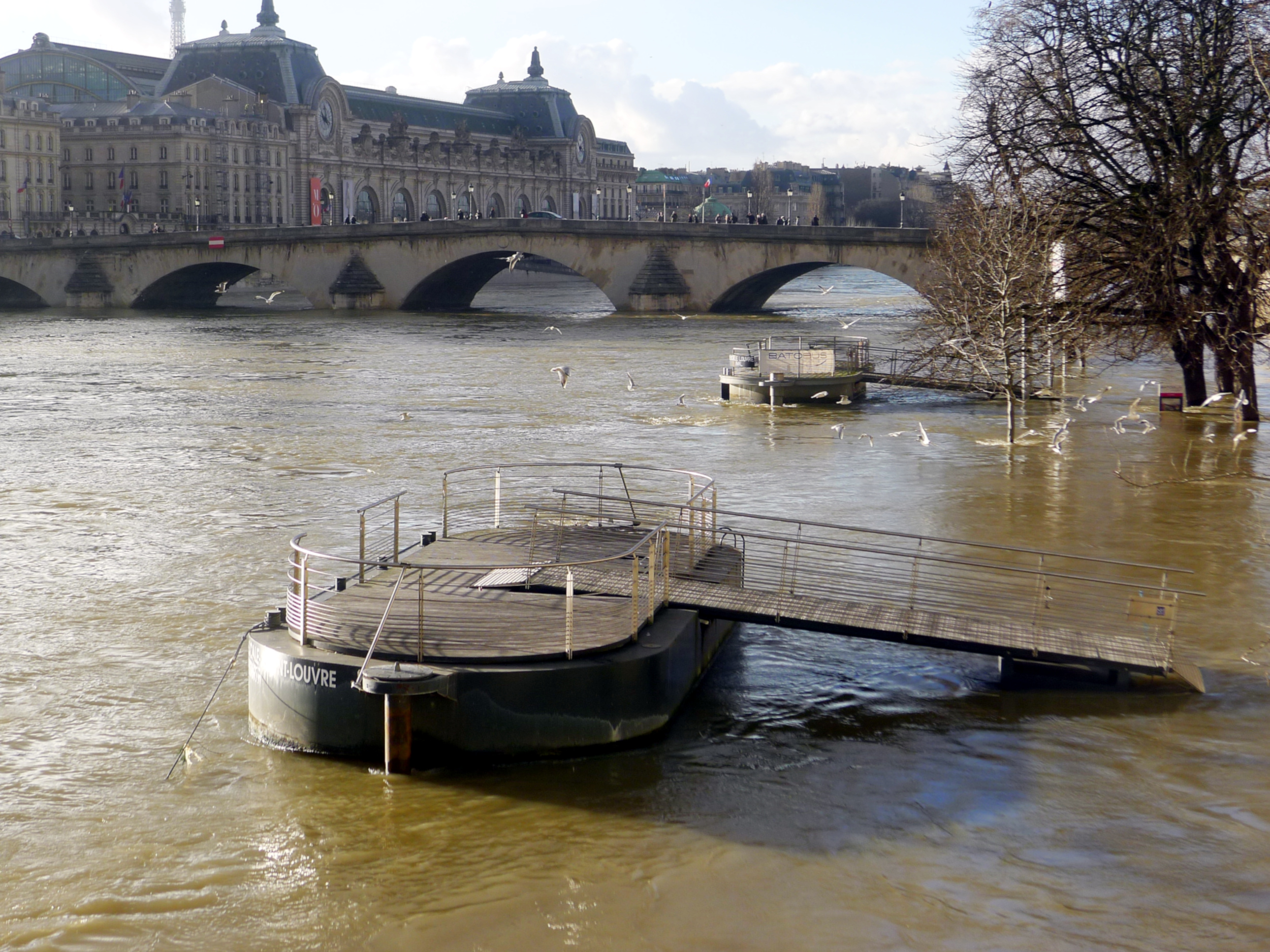
Le pont Royal lors de la crue de janvier 2018.
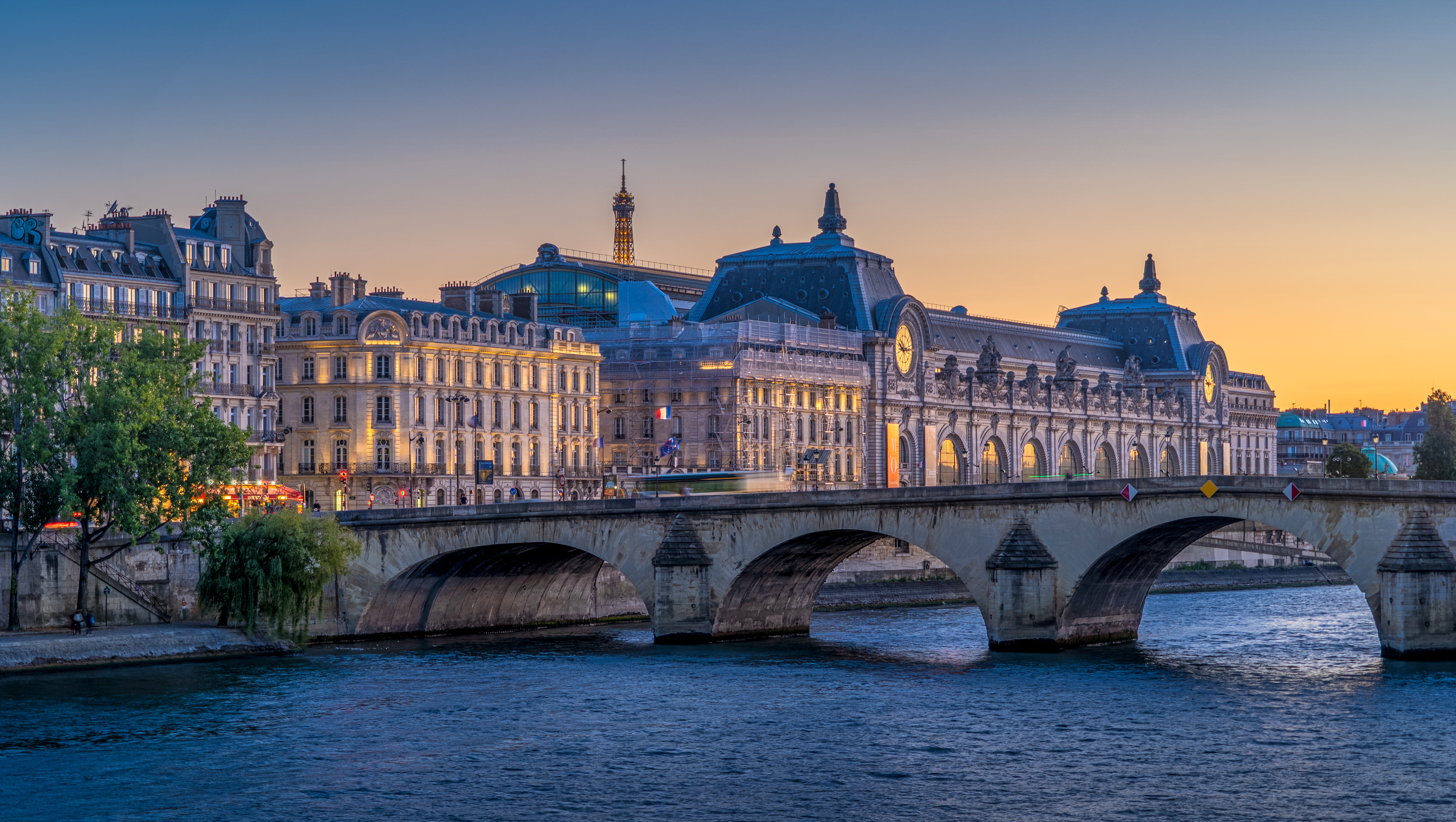
Le pont Royal et le musée d'Orsay

## Origine du nom
Ce pont porte ce nom car il aboutit au palais des Tuileries.

## Historique
Un bac pour traverser la Seine est autorisé par lettres patentes par le roi Henri II, le 9 septembre 1550.
Après avoir assisté à un accident du bac qui traversait la Seine dans le prolongement de la rue du Bac au cours d'une promenade, Louis XIII décida la construction d'un pont à cet emplacement.

### Pont Rouge en 1632

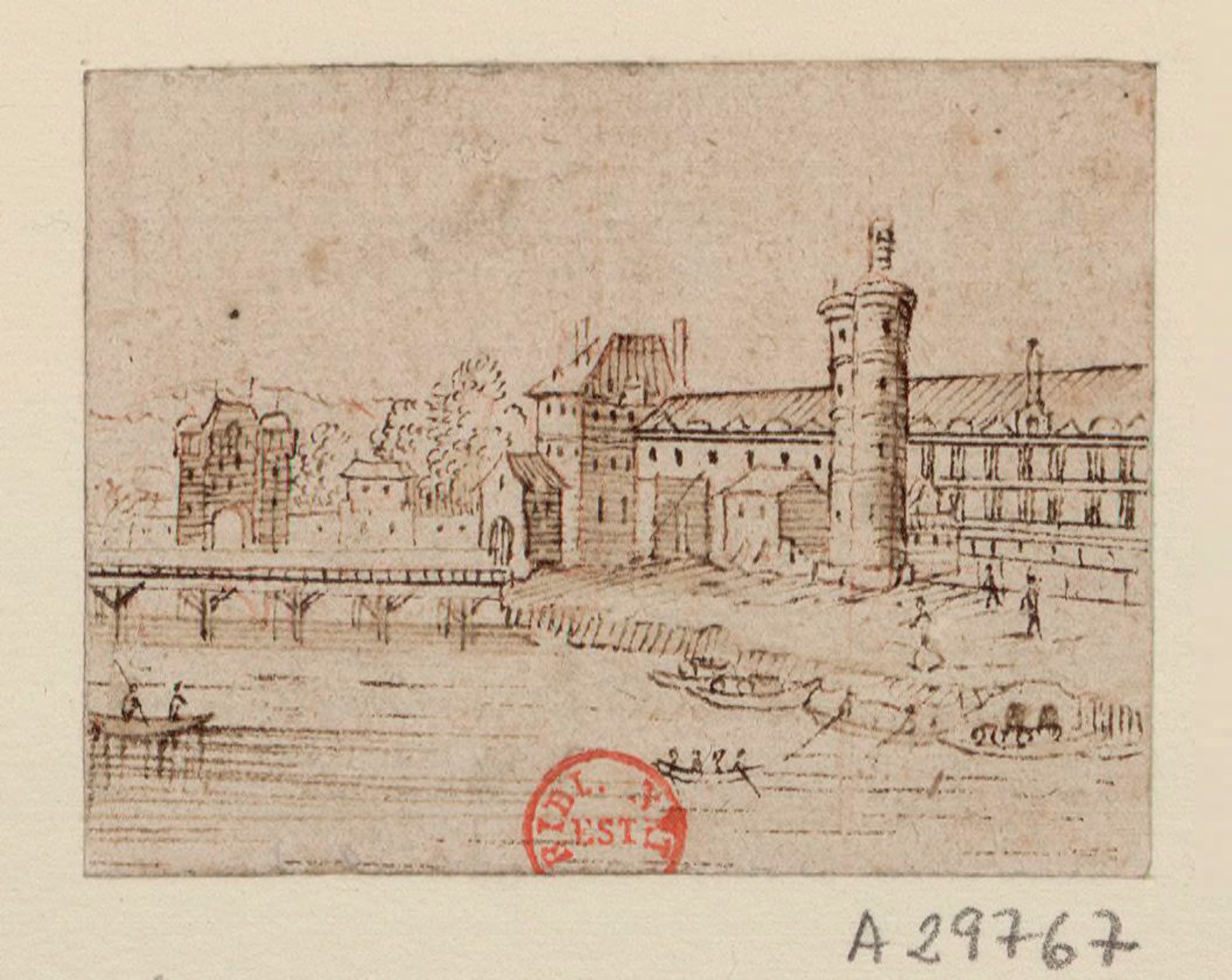
Le pont Rouge.

En 1632, Pierre Pidou, secrétaire de la Chambre du roi et premier commis de Louis Le Barbier, a entrepris la réalisation d'un pont en bois à péage sur cet emplacement, qui sera appelé « pont Sainte-Anne » (en référence à Anne d'Autriche), « pont Rouge » (en raison de sa couleur) ou « pont Le Barbier », du nom du financier qui a été le premier promoteur immobilier de Paris à traiter le 21 novembre 1631 avec un maître-charpentier, Robert Chuppin, pour la somme de 50 000 livres tournois,.
Il remplace l'ancien bac des Tuileries auquel la rue du Bac doit son nom, qui proposait la traversée depuis 1550.
Fragile, ce pont de quinze arches sera réparé une première fois en 1649, entièrement refait deux ans plus tard, incendié en 1654, emporté par les eaux en 1656.
Un banquier florentin, Lorenzo Tonti, obtient alors de Mazarin de créer une banque de spéculation de 1 200 000 livres dont le bénéfice devait payer la reconstruction du pont en pierre. Ce projet n'a jamais vu le jour, mais il a laissé dans la langue française le mot « tontine ».
Le pont est à nouveau reconstruit en 1660 en bois, consolidé en 1673 et enfin emporté par la débâcle des glaces, dans la nuit du 28 au 29 février 1684. Madame de Sévigné rapporte cette destruction et écrit : « Le pont Rouge partait pour Saint-Cloud. » Le pont y perd huit de ses arches.

### Pont Royal en 1689

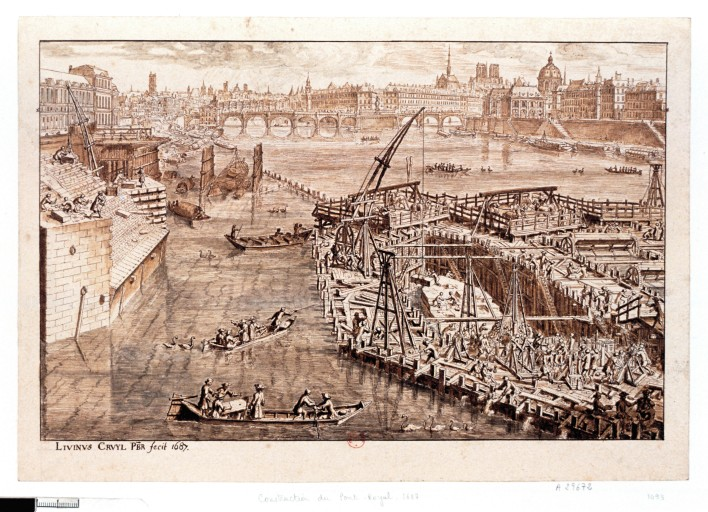
Lieven Cruyl
Travaux de construction en 1686.
Batardeau pour la réalisation d'une pile.

Lieven Cruyl
Vue de la construction du pont Royal en 1687.
Cintres pour la pose de la maçonnerie des arches.

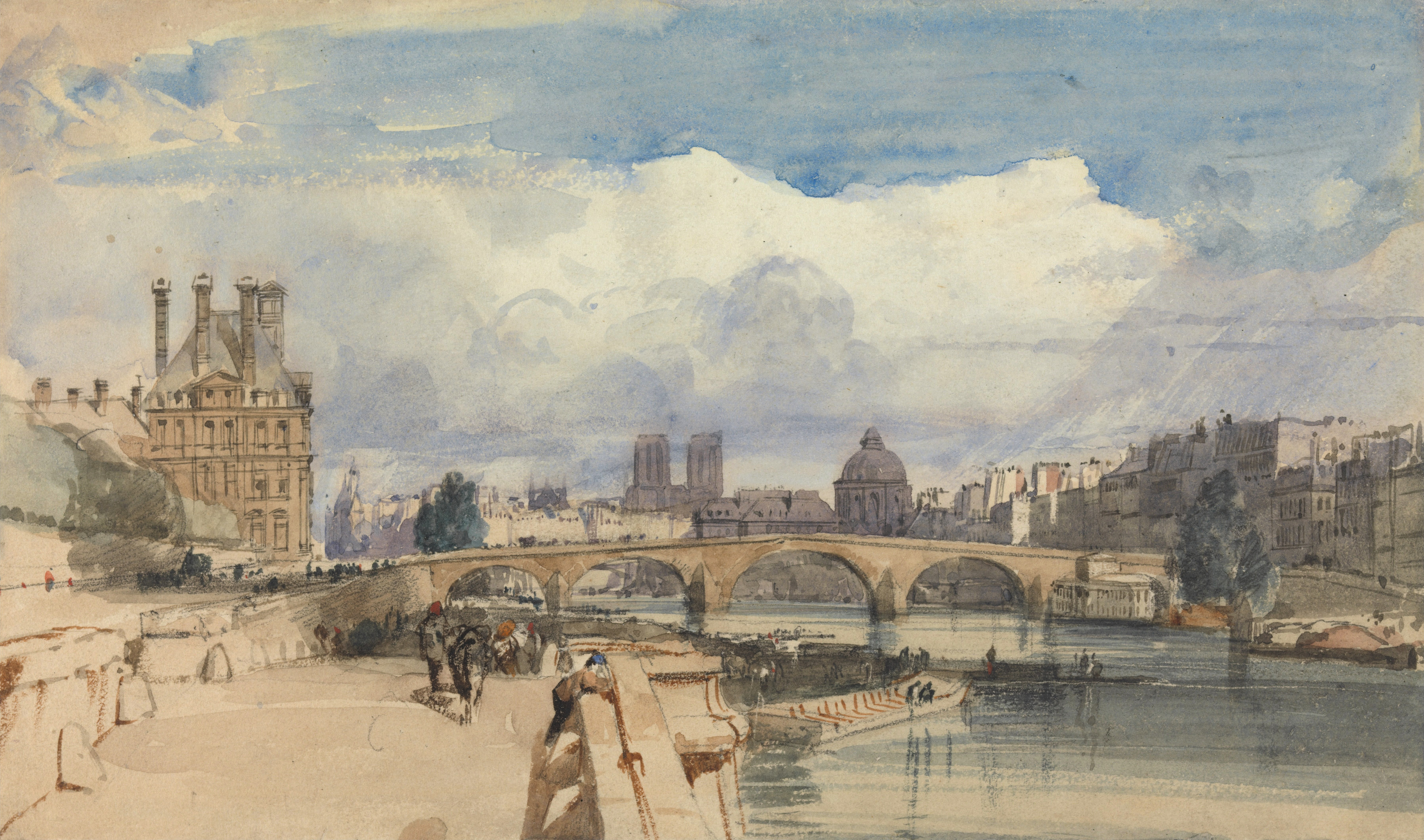
Thomas Shotter Boys, Le Pont Royal, Paris (vers 1828).

Il est remplacé entre le 25 octobre 1685 et le 13 juin 1689 par un pont en pierre entièrement financé par le roi Louis XIV, ce qui lui vaut son nom de « pont Royal ».
Le surintendant des Bâtiments du roi Louvois charge Jacques Gabriel, Jules Hardouin-Mansart et François Romain de réaliser cet ouvrage.
Chronologie :
- 5 janvier 1685 : devis des travaux ;
- 10 mars 1685 : adjudication des travaux à Jacques IV Gabriel, architecte du roi, entrepreneur des bâtiments de Sa Majesté, pour un montant de 675 000 livres. Les cautions de l'entrepreneur sont Pierre Delisle[11], architecte du roi, son beau-frère, et Pierre Cliquin, charpentier des bâtiments du roi ;
- 1er avril 1685 : date du premier paiement fait à François Romain comme inspecteur général du pont des Tuileries. Il avait terminé les travaux du pont de Maestricht à la fin de 1684 ;
- 26 octobre 1685 : pose de la première pierre dans la neuvième assise de la première pile de rive droite par le prévôt des marchands et les échevins de la ville de Paris ;
- 18 juillet 1686 : mort de Jacques IV Gabriel. Les travaux sont continués par sa veuve, Marie Delisle, et son frère, Pierre Delisle. Marie Delisle ne réussit pas à se faire décharger des travaux du pont ;
- fin 1687 : les travaux de construction sont presque terminés car on sculpte les armes de France sur l'arche centrale du pont ;
- 13 et 14 juin 1689 : réception des travaux par Libéral Bruant, architecte du roi, assisté de Louis Goujon, expert juré, bourgeois de Paris ;
- 20 septembre 1689 : le Conseil d'État ratifie la réception des travaux.

Le coût final à la réception des travaux s'était monté à :
- prix à la soumission : 675 000 livres ;
- réclamations payées à l'entrepreneur : 67 171,11 livres ;
- dépenses diverses, dont les honoraires payées au frère Romain et à des inspecteurs des travaux : 22 328,18 livres ;
- coût total final : 764 500,90 livres.

Au XVIIIe siècle, c'est un lieu de prédilection pour toutes sortes de fêtes et réjouissances parisiennes.
Le 11 juillet 1791, le cortège transportant les cendres de Voltaire passe par le pont.
Après la Révolution française, entre 1792 à 1804, le pont est renommé « pont National », puis « pont des Tuileries », jusqu'en 1814.
C'est là que Napoléon Bonaparte fit disposer des canons pour défendre le palais des Tuileries où siégeaient la Convention nationale et le Comité de salut public dirigé par Maximilien de Robespierre.

### Pont Royal en 1852
En 1852, l'épaisseur de la clé de la travée centrale est diminuée pour limiter la raideur des accès.
En 1939, il est classé monument historique au même titre que le pont Neuf et le pont Marie.
En 2005, il fut illuminé à l'occasion de la candidature de Paris pour accueillir les Jeux olympiques d'été de 2012.

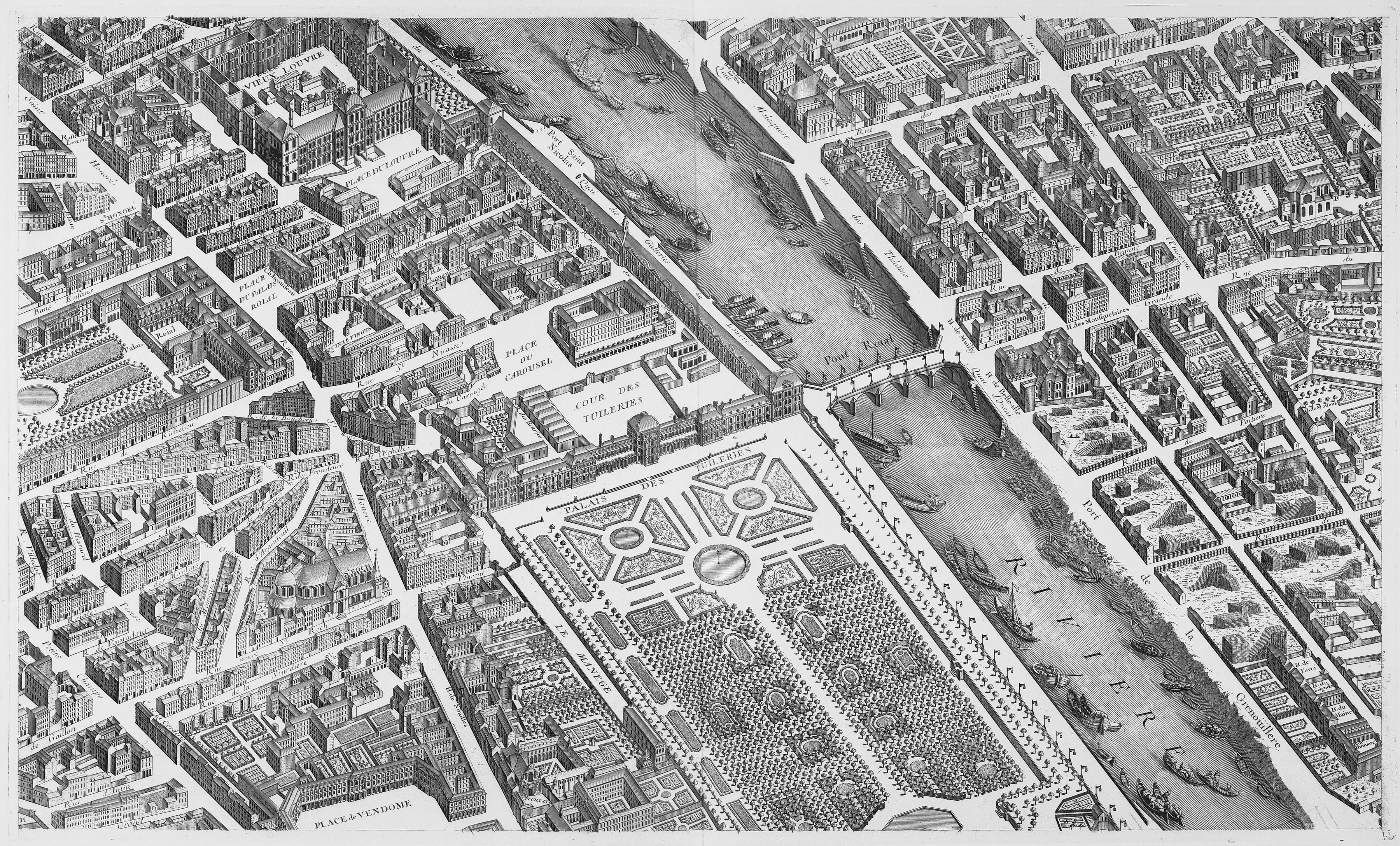
En 1739 (plan de Turgot).
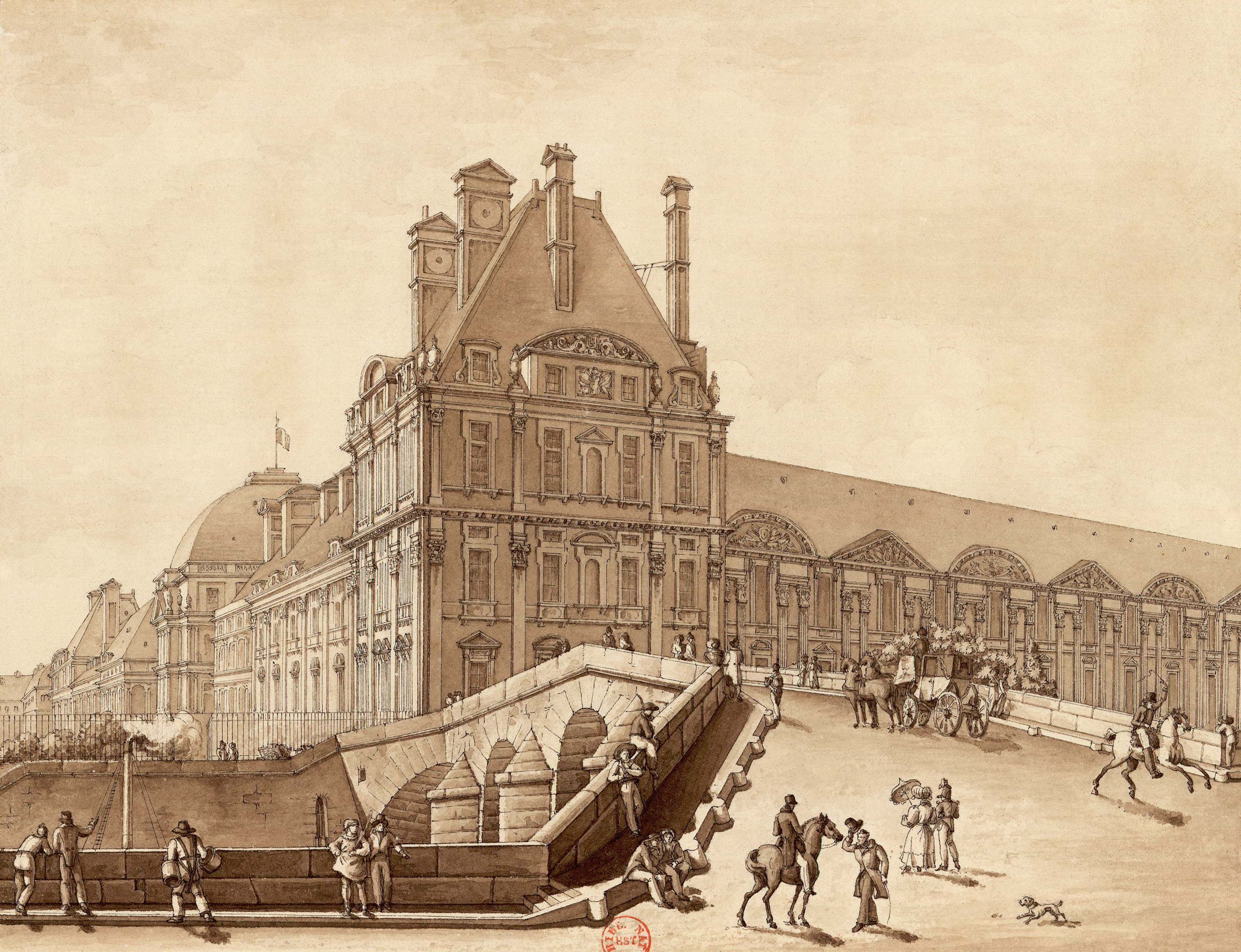
En 1814.
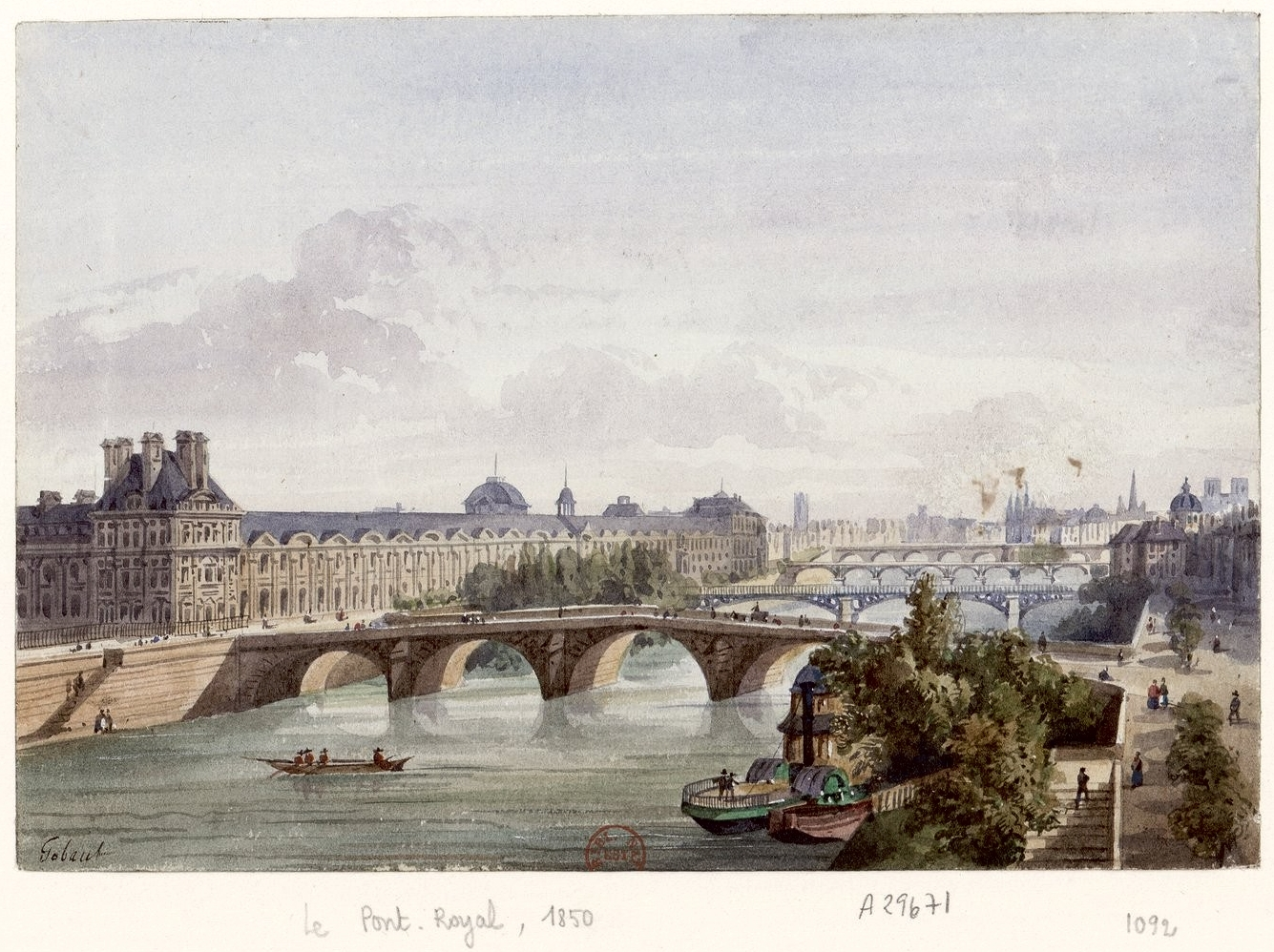
En 1850.

## Vu par des peintres
En 1902, Camille Pissarro ne peint plus que de sa fenêtre. Il loue une chambre dans l'hôtel Voltaire, au n°19 du quai Voltaire. Le pont Royal et le pont du Carrousel deviennent dès lors le sujet de plusieurs toiles.
Jacques Bourotte, réalise en 1954 une aquarelle le Pont Royal.

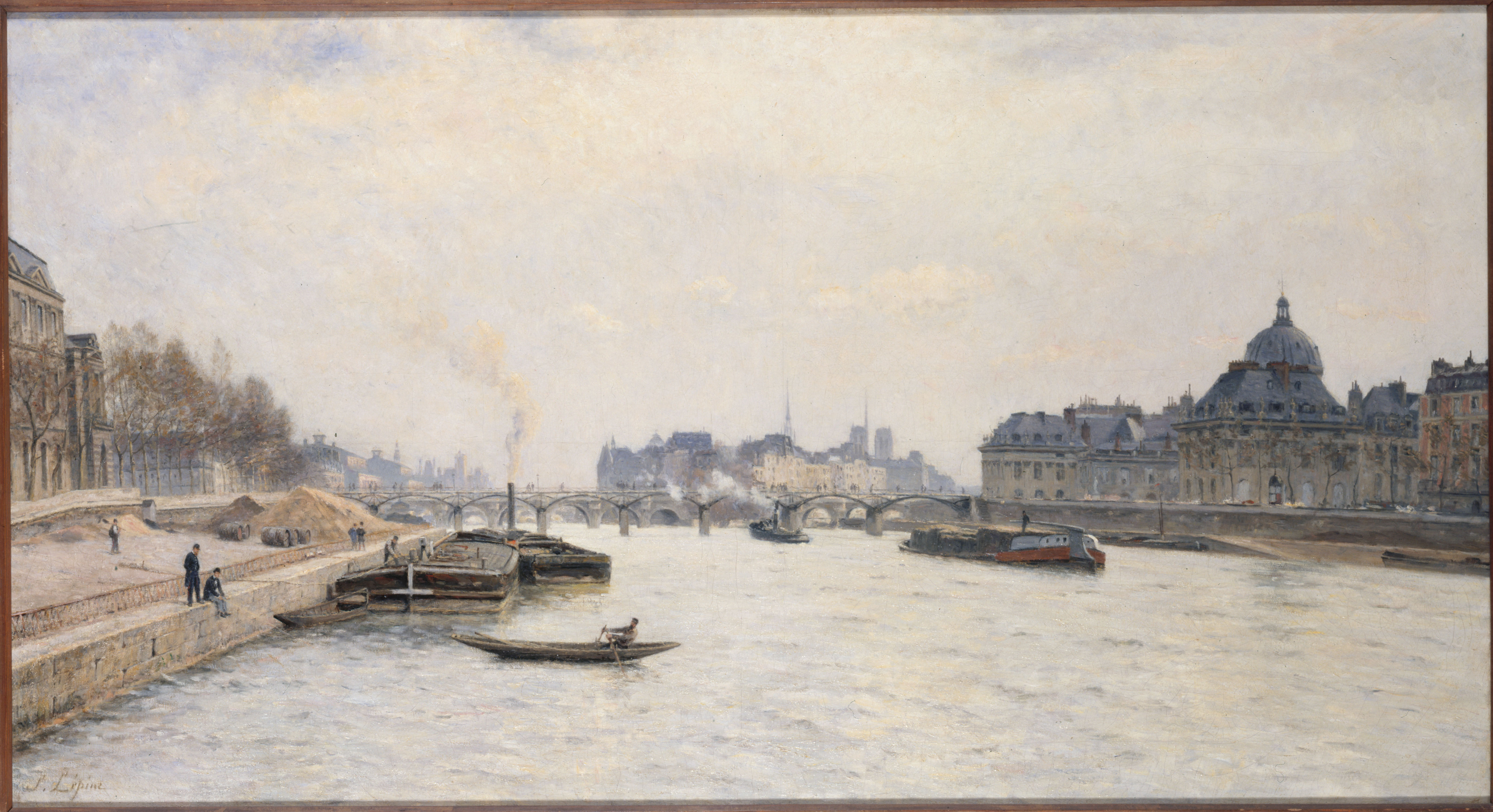
Le Pont des Arts, vue du pont Royal Stanislas Lépine, vers 1884. Musée Carnavalet, Paris.
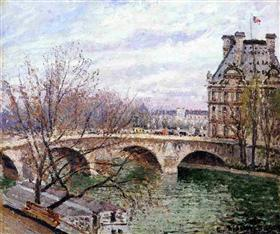
Le Pont Royal et le pavillon de Flore, 1903, Camille Pissarro, 1903. Petit-Palais.

## Évocation littéraire
Dans un texte humoristique, Alphonse Allais relate — parmi d'autres faits divers loufoques, évidemment tous issus de son imagination — qu'un énorme chaland chargé de papier buvard est venu heurter une des piles du pont Royal et que, le bâtiment ayant coulé immédiatement, l'accident a provoqué un « abaissement de 1 m 20 dans l'étiage du fleuve ».
Michèle Audin, dans Ponts, commence ainsi son poème : « Ici, au Pont Royal, / Ici on noie, du Pont Royal / Ici on noie les Algériens ».

### Dessins et gravures
- Profondeur de la rivière de Seine à l'endroit ou l'on doit bastir le pont des Thuileries, 1685, voir.
- Livinus Cruyl, Construction du pont Royal, 1686, voir.
- Livinus Cruyl, Construction du pont Royal, 1687, voir.
- Le Louvre et le palais des Tuileries depuis le pont Royal, 17.., voir.
- Vue des rives de la Seine, prise au-dessous du Pont Royal, 17.., voir.
- Translation des centres de Voltaire, 1791, voir.

## Pour approfondir